# Spoorlijn Mézières-sur-Oise - La Fère
De Spoorlijn Mézières-sur-Oise - La Fère was een Franse spoorlijn van Mézières-sur-Oise naar La Fère. De lijn was 17 km lang.

## Geschiedenis
De lijn werd aangelegd door de Compagnie du chemin de fer de Mézières à Tergnier en in twee gedeeltes geopend, van Mézières-sur-Oise naar Vendeuil op 18 februari 1898 en van Vendeuil naar La Fère in 1935. 
In 1962 werd het gedeelte tussen Vendeuil en La Fère gesloten, in 1963 volgde het gedeelte tussen Mézières-sur-Oise en Vendeuil. Daarna is de lijn volledig opgebroken.

## Aansluitingen
In de volgende plaatsen was er een aansluiting op de volgende spoorlijnen:
Mézières-sur-Oise
RFN 242 626, spoorlijn tussen Ormoy-Villers en Mareuil-sur-Ourcq
La Fère
RFN 261 000, spoorlijn tussen Amiens en Laon

## Galerij

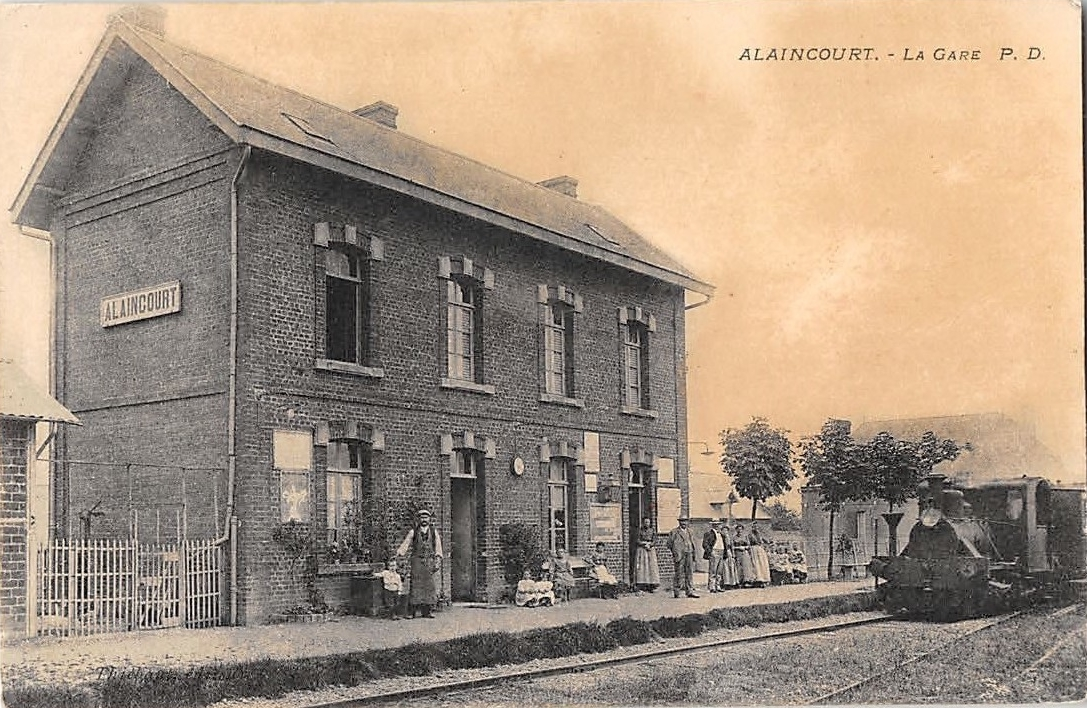
Station Alaincourt rond 1910
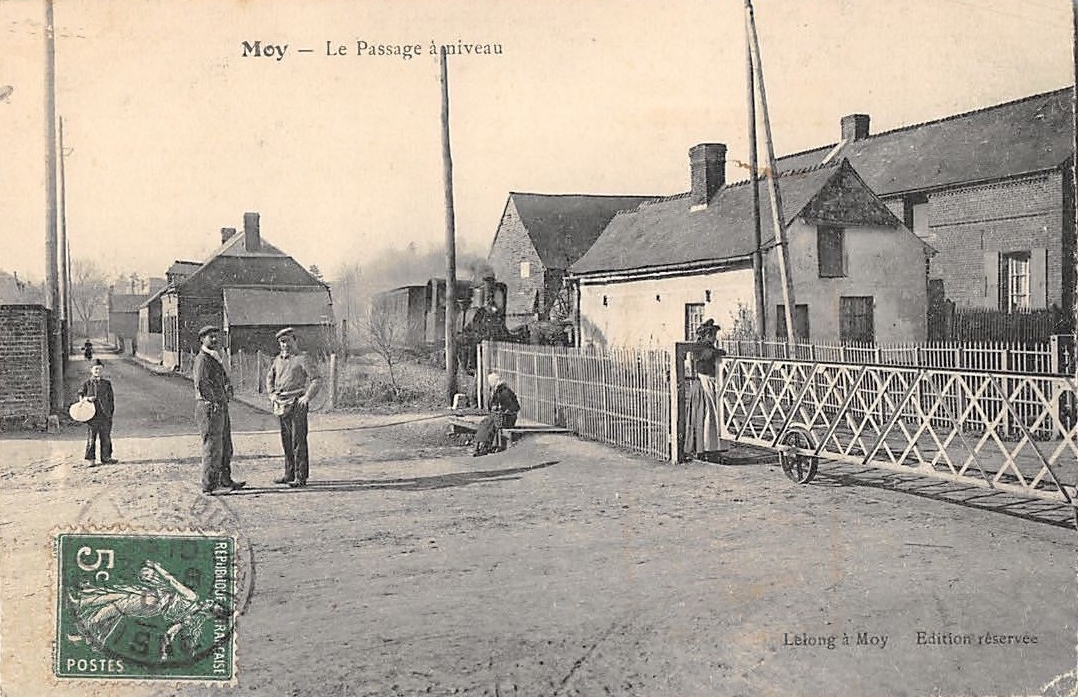
Overweg bij Moy-de-l'Aisne
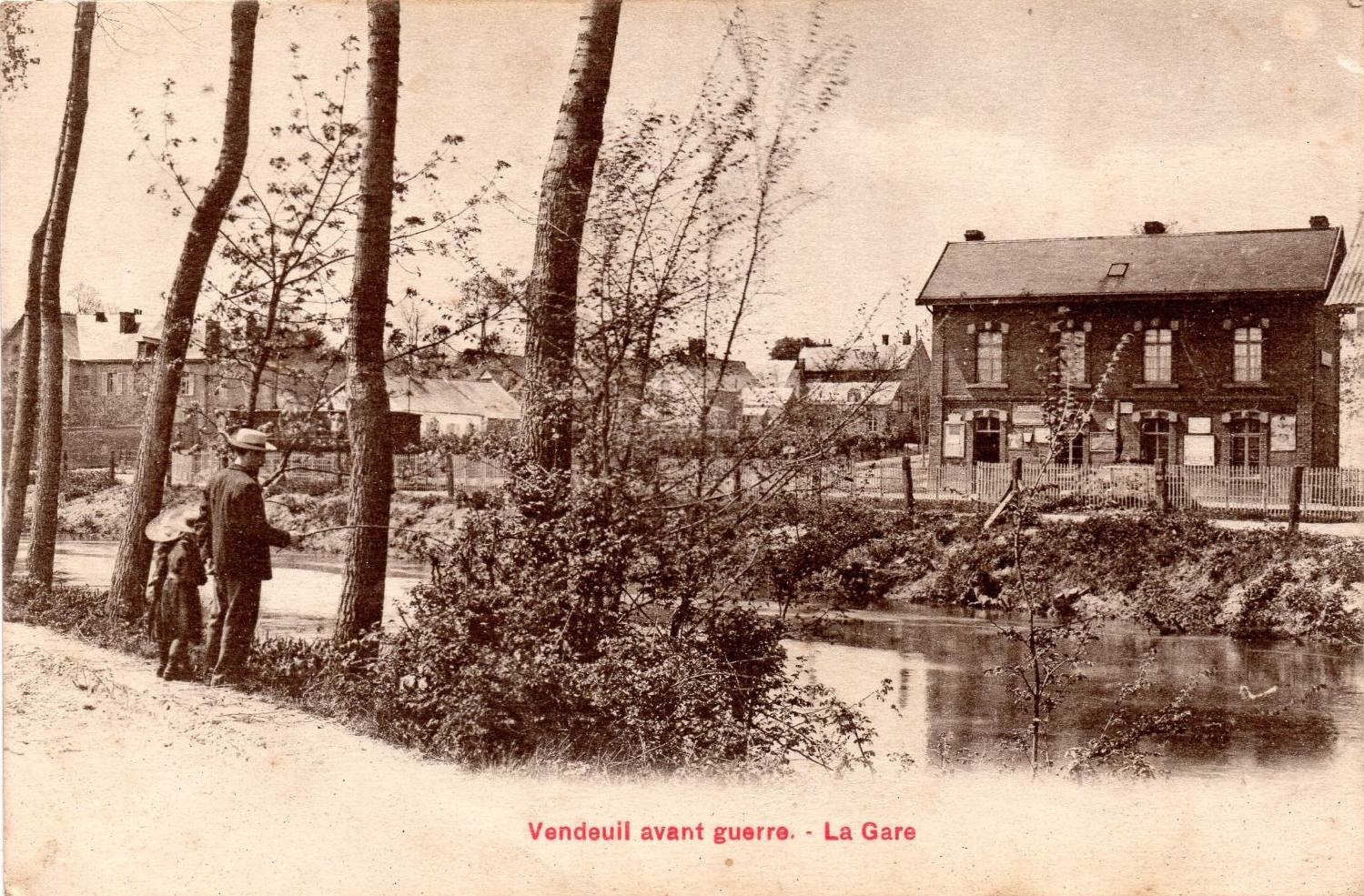
Station Vendeuil in 1905
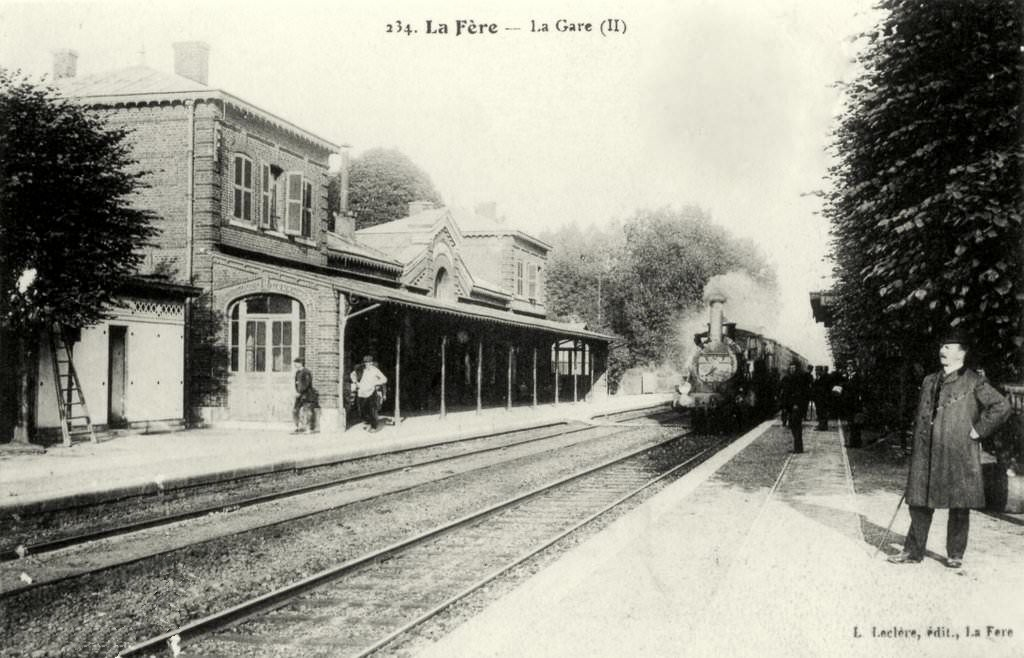
Station La Fère rond 1920